# Leonivka, Semenivka
Leonivka (în ucraineană Леонівка) este un sat în comuna Arhîpivka din raionul Semenivka, regiunea Cernihiv, Ucraina.

## Demografie
Componența lingvistică a localității Leonivka
     Ucraineană (65,55%)
     Rusă (34,45%)
Conform recensământului din 2001, majoritatea populației localității Leonivka era vorbitoare de ucraineană (65,55%), existând în minoritate și vorbitori de rusă (34,45%).